# ريكاردو فيلازكو
ريكاردو فيلازكو (بالإنجليزية: Ricardo Velazco)‏ هو لاعب كرة قدم أمريكي في مركز الهجوم، ولد في 26 مايو 1993 في كازا غراندي في الولايات المتحدة. لعب مع ريال موناركس ونادي توكسون.

## وصلات خارجية
- ريكاردو فيلازكو على موقع الدوري الأمريكي (الإنجليزية)
- ريكاردو فيلازكو على موقع قاعدة بيانات كرة القدم.إي يو (الإنجليزية)